# Zippora
Zippora (hebräisch צִפֹּרָה ṣipporāh, „(weiblicher) Vogel“) ist eine biblische Gestalt. Sie ist die Tochter des Priesters Jitro (oder Reguel oder Hobab) von Midian und wurde von ihm dem Mose zur Ehefrau gegeben (Ex 2,16–21 ). 
Mit Mose hatte Zippora zwei Söhne: Gerschom („Ödgast“) (Ex 2,22 ) und den jüngeren Eliéser („mein Gott ist Hilfe“, „Gotthelf“) (Ex 18,3–5 ). Als Mose von einer Erscheinung Gottes niedergerungen wurde, rettete Zippora sein Leben, indem sie ihren bis dahin unbeschnittenen Sohn Gerschom beschnitt und dann Mose mit der blutigen Vorhaut berührte (Ex 4,24–25 ). Es ist unklar, ob Zippora mit der im 4. Buch Mose erwähnten kuschitischen Ehefrau des Mose identisch ist oder ob Mose sich eine zweite Frau genommen hat. Da Martin Luther in seiner Bibelübersetzung Kusch stets mit Mohr übersetzte, wurde lange diskutiert, ob Zippora vielleicht dunkelhäutig gewesen sein könnte.

## Zippora in der Literatur

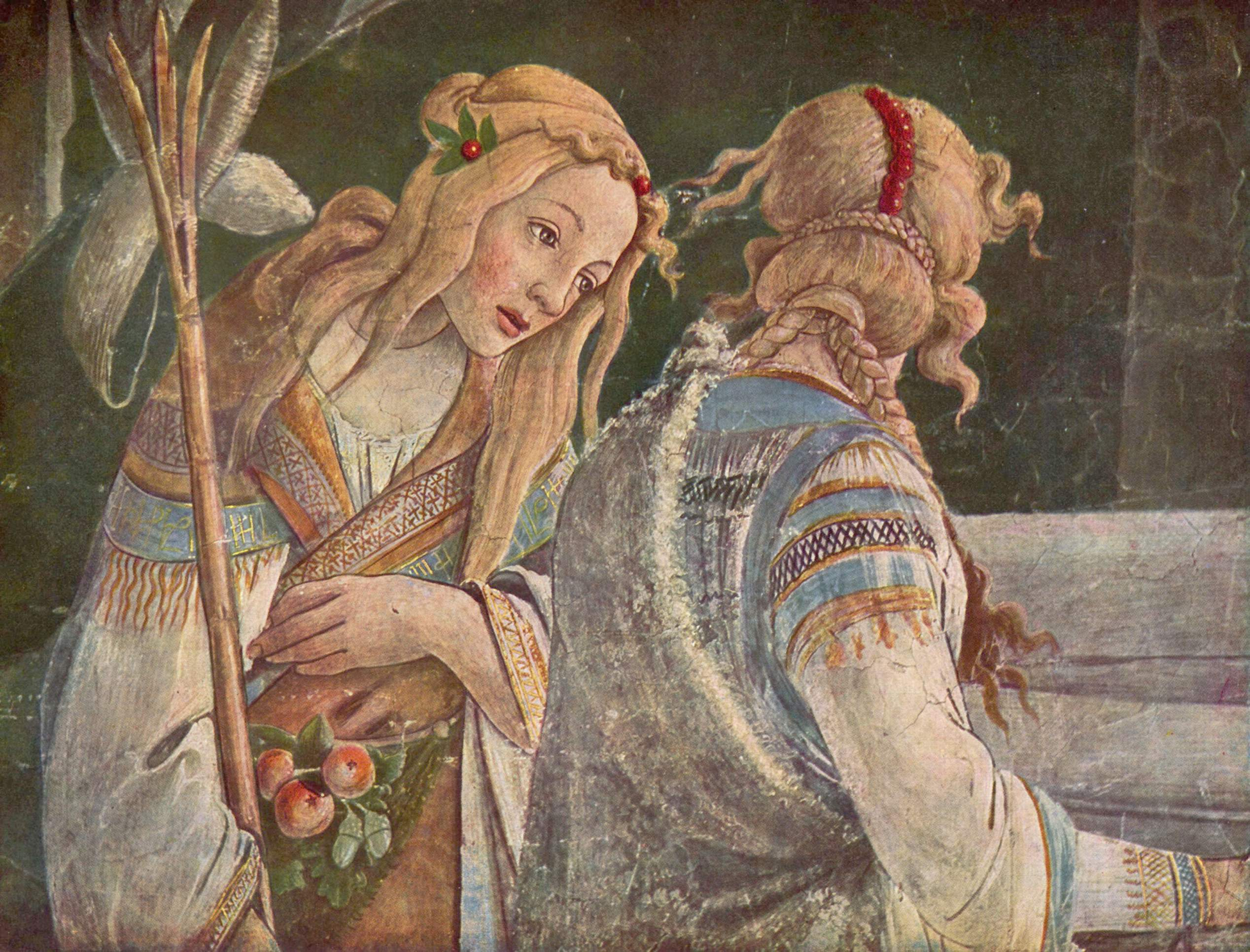
Zippora, Ausschnitt aus einem Fresko von Botticelli an der Südwand der Sixtinischen Kapelle

Mit Moses und Zipora, einem „himmlisch-irdischen Idyll in zwölf Gesängen“ (1874), hat Josef Viktor Widmann dem Zippora-Motiv als erster Schriftsteller ein ganzes Werk gewidmet – und gleichzeitig für einen Skandal gesorgt: Seine ebenso elegant wie wohlwollend-ironisch umgesetzte These, dass erst ein jahrelanges Schwelgen in sinnlicher Liebe Moses die Kraft für seine Taten als Stammesführer verlieh, war seiner Zeit um ein Jahrhundert voraus.
In Marcel Prousts Eine Liebe Swanns erwacht die Liebe des Protagonisten zu Odette de Crécy, als er eine Ähnlichkeit ihres Gesichts mit dem der Zippora-Darstellung Sandro Botticellis feststellt: „[…] da fiel es Swann plötzlich auf, daß sie auf frappante Weise der Gestalt Sephoras [sic!], der Tochter Jethros auf einer der Fresken der Sixtinischen Kapelle glich.“
In dem Langgedicht Die Ägyptischen Plagen: Die Wunden des Mose des albanischen Poeten Ridvan Dibra steht Zippora im Mittelpunkt; es endet mit den Worten: „Schön ist es und schwer, Prophetenfrau zu sein / Meine Zippora“.
Der französische Schriftsteller Marek Halter veröffentlichte 2003/2004 eine Trilogie historischer Romane über Frauengestalten der Bibel: Sarah, Tsippora und Lilah.
Feridun Zaimoglu widmete Zippora das erste Kapitel seines Romans Die Geschichte der Frau (2019).

## Trivia
Der bürgerliche Name der aus dem kurländischen Aizpute stammenden jüdischen Tänzerin Tatjana Barbakoff lautet Tsipora Edelberg. Fanny Hensel hieß ursprünglich Fanny Zippora Mendelssohn. Ihr zweiter Vorname wurde nach ihrer Taufe in Cäcilie geändert.